# Gaston Brière
Pour les articles homonymes, voir Brière (homonymie).
Gaston Brière, né le 1er décembre 1871 dans le 11e arrondissement de Paris, mort le 22 juin 1962 dans le 16e arrondissement de Paris, est un historien de l'art français, conservateur en chef des musées nationaux.
Spécialiste de la peinture française des XVIIe et XVIIIe siècles, il assure un enseignement remarqué à l'École du Louvre de 1912 à 1938.
En 1903, il entre au château de Versailles dont il devient le conservateur en chef de 1932 à 1938.

## Biographie
Après un passage à l'École pratique des hautes études, Gaston Brière entre à l'École du Louvre où il suit les cours d'un des fondateurs de cette institution, Louis Courajod. Il fait partie d'un petit groupe d'élèves brillants, parmi lesquels Paul Vitry, Jean-Joseph Marquet de Vasselot et Raymond Koechlin.
En 1898, il fait paraître — en collaboration avec Pierre Caron, futur directeur des Archives nationales — le premier volume d'une nomenclature périodique qui fait date, le Répertoire de l'histoire moderne et contemporaine. Cet index bibliographique monumental des ouvrages et articles parus dans le monde entier, classés par thèmes, permet de faire gagner un temps précieux aux scientifiques,.
À cette époque, Gaston Brière est déjà attaché au Louvre. Il y a été appelé par son maître Louis Courajod, lui-même conservateur adjoint des Musées nationaux et directeur du Département de sculpture du Moyen Âge, de la Renaissance et des Temps modernes.
En 1903, Gaston Brière passe du Louvre à Versailles où il est nommé adjoint auprès de Pierre de Nolhac. Se spécialisant dans l’étude de la peinture française de la période classique (XVIIe et XVIIIe siècles), il y commence un travail de fond sur les collections versaillaises.
Parallèlement, le ministre de l'Instruction publique et des Beaux-arts, Léon Bérard, le nomme le 28 août 1912 à l'École du Louvre. Il enseigne dans cette institution jusqu'en 1938. « Personne de charisme et d’une très vaste érudition », inspirant « le plus grand respect », il épouse en 1925 une de ses élèves, Clotilde Misme (1889-1970), devenue plus tard spécialiste de la peinture hollandaise, conservatrice et mécène de la Bibliothèque d’Art et d’Archéologie.
Gaston Brière est nommé conservateur en chef du château de Versailles en 1932, succédant à ce poste à André Pératé. Il y est l'un des initiateurs du remeublement du château. En 1938, il est admis à faire valoir ses droits à la retraite.
En 1958, Gaston Brière est élevé à la dignité de commandeur dans l'Ordre de la Légion d'honneur. À cette occasion, Paul Léon, membre de l'Institut, professeur au Collège de France, directeur général des Beaux-Arts, prononce un éloge remarqué.
Gaston Brière était marié à Clotilde Brière-Misme, bibliothécaire à la Bibliothèque d'art et d'archéologie, critique et historienne d'art, spécialiste de l'art hollandais. À la mort de Clotilde Brière, en 1970, plusieurs legs ont été effectués, notamment aux Musées nationaux et à la Bibliothèque d'art et d'archéologie. La propriété que le couple possédait à Fontenay-en-Parisis, est devenue une maison de retraite "Donation Brière", sous gestion de la MGEN.
Les archives de Gaston Brière sont déposées aux Archives nationales (Archives des Musées nationaux) et à la Bibliothèque de l'INHA, héritière de la Bibliothèque d'art et d'archéologie, fondation Jacques Doucet.

## Publications
La bibliographie de Gaston Brière publiée par Les Archives de l'art français ne comporte pas moins de 187 mentions d'articles et ouvrages, révélant l'intense activité de publication de leur auteur. D'autre part, le fonds « Brière » conservé à la bibliothèque de l'Institut national d'histoire de l'art (ancienne collection Jacques Doucet) se compose de 14 boîtes d'archives, documents et manuscrits divers.
Parmi les publications de Gaston Brière :
- Le château de Versailles : architecture et décoration, 2 vol., Paris, Libraire centrale des Beaux-arts, 1907-1912
- Le parc de Versailles : sculpture décorative, 39 p., Paris, Librairie centrale des beaux-arts, 1921
- Études et documents sur l'art franc̜ais du XIIe au XIXe siècle, 416 p., Société de l'histoire de l'art français, Paris, Armand Colin, 1959
- Catalogue, Versailles (coauteur : André Pératé), Versailles, Musées de Versailles et des Trianons, 1931
- Rectifications et additions au catalogue du musée de Versailles, 84 p., Versailles, Musées de Versailles et des Trianons, 1912
- Les transformations du musée de Versailles, 10 p., Paris, imprimerie Frazier, 1955
- Deux siècles de l'histoire de France : 1589-1789, catalogue de l'exposition organisée pour le centenaire du musée de Versailles (1837-1937), 146 p., Versailles, Musée de Versailles, Château de Versailles, 1937